# Club Classics
"Club Classics" (estilizado em maiúsculo e minúsculo) é uma canção da cantora e compositora inglesa Charli XCX, contida em seu sexto álbum de estúdio, Brat (2024). Foi composta pela própria ao lado de seu produtor George Daniel, tendo também A. G. Cook encarregado da tarefa de produção. Foi lançado em 3 de abril de 2024 como single promocional duplo, com "B2B" como seu lado-B.

## Antecedentes e lançamento
"'Club classics' e 'B2b' já foram lançadas e são duas músicas [muito] importantes na bratosfera. 'Club classics' começou na cozinha de George. Eu estava falando sobre sentir tanta falta de ouvir a música da Sophie como costumava fazer nas festas e acabei transformando esse pensamento em uma música sobre só querer realmente ouvir minha própria música e a música dos meus amigos em clubes (verdade). 'B2b' começou com um jantar de última hora no restaurante com vista para o Louvre e terminou em um estúdio em Los Angeles com um monte de equipamentos cobertos de chantilly (também é verdade)."

XCX explicando sobre como ambas as faixas surgiram.
A faixa foi tocada pela primeira vez em 22 de fevereiro de 2024, durante seu DJ Set na Party Girl no Boiler Room, em Brooklyn, Nova Iorque,  ao lado de uma série de faixas inéditas, como "360", "Spiralling", "Von Dutch" e "Spring Breakers". O show quebrou o recorde de maior número de confirmações de presença para um evento do Boiler Room, com mais de 40 mil pessoas se inscrevendo para participar, porém apenas 400 pessoas poderam entrar.
Em 3 de abril de 2024, Charli revelou a tracklist completa e a data de lançamento do Brat para 7 de junho de 2024. Produzida pelo colaborador de longa data A. G. Cook e pelo produtor e baterista do The 1975, George Daniel, "Club Classics" mostra Charli assumindo uma abordagem inspirada em rave e de alta energia, sua letra é uma celebração da dança e da música que define a atmosfera vibrante das pistas de dança. “Levante as mãos e dance / Sim, vou dançar a noite toda, isso mesmo /  A noite toda / Nunca vou parar até a luz da manhã”, ela canta no verso. Charli também menciona em sua letra vários artistas e produtores influentes na cena eletrônica, como os próprios produtores da faixa, além de SOPHIE e HudMo, indicando seu apreço pela música que eles criam e como ela inspira as pessoas a dançar.

## Faixas e formatos
Download digital / streaming
1. "Club Classics" — 2:33
2. "B2B" — 2:58

## Créditos e pessoal
Créditos da música adaptados do Tidal.
- Charlotte Aitchison — vocais, compositora
- George Daniel — compositor, produtor
- Alexander Guy Cook — produtor
- Tom Norris — engenheiro de mixagem
- Idania Valencia — mestre
- Randy Merrill — mestre

## Histórico de lançamento
| Região | Data               | Formato                    | Versão   | Gravadora | Ref.          |
| ------ | ------------------ | -------------------------- | -------- | --------- | ------------- |
| Várias | 3 de abril de 2024 | Download digital streaming | Original | Atlantic  | [ 11 ] [ 12 ] |